# Henning Brand
Henning Brand (1630 — 1710) foi um mercador e alquimista em Hamburgo, Alemanha. Brand descobriu o elemento químico fósforo em 1669 ao destilar uma mistura de ureia e areia na procura da pedra filosofal (a qual supostamente transformaria qualquer metal em que encostasse em ouro). Ao vaporizar a ureia, obteve um material branco que brilhava no escuro e ardia com uma chama brilhante. Por este efeito, Brand deu-lhe esse nome (do latim phosphŏrus, e este do grego φωσφόρος = "Fonte de Luz"). Brand manteve esta descoberta em segredo até 1675, quando mostrou o seu "material" aos seus amigos, tornando-se notícia em Hamburgo. Para superar dificuldades financeiras, Brand vendeu uma quantidade de fósforo para o comerciante e alquimista alemão Johann Daniel Kraft. Em 1677, por mediação de Gottfried Leibniz, vendeu o segredo da produção em troca de um salário fixo.
A descoberta do fósforo foi realizada graças a sua tentativa de produzir ouro a partir da urina. Em 1669, Brand reuniu 50 galões de urina no porão de sua casa e adicionou-lhes produtos químicos que foi escolhendo arbitrariamente. A pasta resultante foi submetida a um processo de destilação, cujos vapores deveriam transformar-se em ouro quando resfriados em água.
O que obteve, porém, foi uma substância que brilhava na escuridão. Em vez de chegar ao ouro, descobriu o fósforo. Pois, com as adições de Hennig Brand, a urina, um fosfato sódico de amônia, foi transformada num fosfito sódico, que, levado à ebulição, decompôs-se de maneira a liberar o fósforo.
Logo se percebeu a importância comercial dessa descoberta. Pelo caminho percorrido por Hennig Brand, eram necessários 50 litros de urina para obter um grama de fósforo, que era vendido por cerca de 30 dólares atuais por grama, valendo mais que o ouro.[carece de fontes?]
O químico sueco Carl Wilhelm Scheele (1742-1786) descobriu em 1769 um processo semelhante à pasteurização que permitiu a produção de fósforo em larga escala e colocou a Suécia como líder mundial em produtos luminíferos.
E Johan Gottlieb Gahn foi quem, em 1769, descobriu que, para a produção do fósforo de Scheele, o fosfato de cálcio era uma matéria prima mais abundante. Em 1775 ele sintetizou-o, tendo como base o fosfato tricálcio encontrado nos ossos de animais. 
Em 1833 Jacob Friedrich Kammerer inventou os fósforos em substituição aos estuletes de madeira, cobertos de enxofre, descobertos um ano antes por Jones, e que se incendiavam quando friccionados contra uma lixa. 
Em 1848 foram fabricados os primeiros fósforos de segurança, utilizando-se o fósforo vermelho.